# Atrioventriculaire kleppen
De atrioventriculaire kleppen of valvae atrioventriculares zijn de hartkleppen tussen de beide atria of boezems en de beide ventrikels of hartkamers. De AV-klep tussen de linkerkamer en de linkerboezem is de mitralisklep of bicuspidalisklep, terwijl die tussen de rechterkamer en de rechterboezem de tricuspidalisklep is.

## Eerste harttoon
Aan het begin van de systole sluiten beide atrioventriculaire kleppen en wordt de eerste harttoon gehoord. Tijdens de systole houden de beide kleppen het bloed tegen dat terug zou vloeien naar de atria. 
Doordat de druk links zes keer zo hoog is als rechts, raakt de mitralisklep vaker beschadigd dan de tricuspidalisklep.